# 1. Szaturnusz-gála
Az 1. Szaturnusz-gála az 1972-es év legjobb filmes sci-fi és horror alakításait értékelte.  A díjátadót 1972. május 18-án tartotta meg Kaliforniában az előző évben megalakult Academy of Science Fiction, Fantasy and Horror Films, bár az első ceremónián a fantasy filmeket még nem értékelték.

## Győztesek és jelöltek
- Legjobb sci-fi-film: Az ötös számú vágóhíd (film)
- Legjobb horrorfilm: Blacula